# 粗茎蒿
粗茎蒿（学名：Artemisia robusta）是菊科蒿属的植物。分布在印度、锡金以及中国大陆的云南、四川等地，生长于海拔2,200米至3,500米的地区，多生长在路旁、沟边、山坡及灌丛中，目前尚未由人工引种栽培。